# Космос-21
Космос-21 — официальное название советской автоматической межпланетной станции типа 3МВ-1, сер. № 1. Была запущена с космодрома Байконур 11 ноября 1963 года, стартовый комплекс № 1, ракетой-носителем «Молния 8К78». Предполагалась посадка на поверхность Венеры и доставка на её поверхность вымпела с изображением герба Советского Союза. Однако из-за неисправности системы стабилизации разгонного блока «Л» разгонный импульс был выдан в неправильном направлении, и станция осталась на орбите Земли. Спутник сгорел в плотных слоях атмосферы 16 ноября.

## Первоначальные орбитальные данные спутника
- Перигей — 195 км
- Апогей — 229 км
- Период обращения вокруг Земли — 88,5 минуты
- Угол наклона плоскости орбиты к плоскости экватора Земли — 64,83°

## Аппаратура, установленная на спутнике
Вымпел с изображением герба Советского Союза.